# Richard Seeber
Richard Seeber (Innsbruck, 15 gennaio 1962) è un politico austriaco del Partito Popolare Austriaco (ÖVP) e europarlamentare.
Richard Seeber è sposato ed ha quattro figlie.

## Biografia
Tra il 1972 e il 1980 Richard Seeber studia al liceo con indirizzo scientifico a Imst, Tirolo.
Nello stesso anno si iscrive alla facoltà di giurisprudenza dell'Università di Innsbruck. Il 30 giugno 1984 consegue la laurea in giurisprudenza ottenendo il titolo di Dott. Iur. Contemporaneamente si era iscritto alla facoltà di scienze economiche della stessa università, laureandosi come Mag. rer. soc. oec. nel 1988. Durante i suoi studi frequenta vari corsi di lingua all'università, tra cui corsi di inglese e francese.
Dal 1985 al 1989 Richard Seeber lavora come direttore di crociera a bordo di navi rumene e bulgare e come guida turistica in Romania e sul litorale del Mar Nero. Tra il 1987 e l'inizio dell'anno 1989 svolge un tirocinio legale di 13 mesi presso la pretura circondoriale di Imst e il tribunale di Innsbruck. Nel 1990 era un aspirante avvocato.
Nel 1991 inizia a lavorare presso la Camera di commercio del Tirolo nella sezione del turismo. Tra il 1992 e il 1995 viene eletto primo direttore del nuovo dipartimento europeo della Camera di Commercio di Tirolo. Nello stesso anno contribuisce in modo determinante alla costruzione del dipartimento europeo ed alla trasformazione di questo dipartimento nell'Euro Info Centro dell'UE nella Camera di Commercio del Tirolo. Nel 1995 è nominato primo direttore dell'ufficio di collegamento dell'Euregio Tirolo nell'Unione europea a Bruxelles in Belgio. Inoltre nel 1999 viene eletto presidente del Foro Europeo Democristiano (CDEF), un think tank a Bruxelles. Richard Seeber ricopre questa posizione fino ad oggi.
Nelle elezioni europee del 2004 Richard Seeber viene eletto deputato del Parlamento europeo del Partito Popolare Europeo - Democratici Europei. È membro della commissione per l'ambiente, la sanità pubblica e la sicurezza alimentare, inoltre Richard Seeber è membro sostituto della commissione per lo sviluppo regionale. Nel 2005 funge da rapportatore per acque balneabile. Nel 2007 funge da rapportatore per acqua alta cioè nell'anno seguente da rapportatore per scarsità d'acqua e siccità. Tra il 2004 e il 2009 era membro della commissione per la petizione e della delegazione alla commissione di cooperazione parlamentare UE-Russia e della delegazione all'Assemblea parlamentare paritetica ACP-UE.
Nelle elezioni europee del 7 giugno 2009 Seeber è stato rieletto membro del Parlamento europeo. Immediatamente dopo viene nominato coordinatore della commissione per l'ambiente, la sanità pubblica e la sicurezza alimentare. Inoltre è sul momento membro della delegazione alla commissione di cooperazione parlamentare UE-America Latina e UE-America centrale. Oltre a questo e ancora membro sostituto della commissione per lo sviluppo regionale e membro della delegazione alla commissione di cooperazione parlamentare UE-Russia.
Richard Seeber si occupa soprattutto di questioni dell'acqua. Nel gennaio 2010 ha fondato il primo "Intergruppo Acqua" del Parlamento europeo. Questo Intergruppo di cui Richard Seeber è presidente è una ampia piattaforma per tanti deputati del Parlamento europeo, rappresentanti della Commissione europea, rappresentanti della economia e della politica di sviluppo regionale.
Altri baricentri del suo lavoro sono: La protezione del clima, la qualità dell'aria e le regioni montane.